# 나루미 에리카
나루미 에리카(鳴海 エリカ, 1972년 9월 2일 ~ )는 일본의 여성 성우이다.

## 출연작품

### TV 애니메이션
2003년
- 내일의 나쟈 (메이드)
- 금색의 갓슈벨!! (아베, 양호 선생님)

2004년
- 하급생2 ~눈동자 속의 소녀들~ (이부세 오키에, 오오야마 에이코)

2005년
- 라무네 (코노에 카가미)

2008년
- 연희무쌍 (제갈량 공명)

### 게임
2002년
- 눈이 녹을 무렵… (이시오카 유이나) : 쿠스노키 스즈네 (楠鈴音) 명의

2003년
- CROSS†CHANNEL PC판 (키리하라 토우코) : 쿠스노키 스즈네 (楠鈴音) 명의
- Clover Heart's PC판 (미코시바 리오 ): 쿠스노키 스즈네 (楠鈴音) 명의
- 베이그란츠 (에밀리아) : 쿠스노키 스즈네 (楠 鈴音) 명의

2004년
- CROSS†CHANNEL ~to all people~ PS2판 (키리하라 토우코)
- 3days ~채워지는 시간의 저 멀리에서~ (히이라기 미유) : 쿠스노키 스즈네 (楠鈴音) 명의
- 햇볕쬐기(히이라기 나츠키) : 쿠스노키 스즈네 (楠鈴音) 명의
- IZUMO2 (카즈라) : 쿠스노키 스즈네 (楠鈴音) 명의
- Clover Heart's ~looking for happiness~ PS2판 (미코시바 리오)
- North Wind PC판 (키미즈카 미키) : 쿠스노키 스즈네 (楠鈴音) 명의
- 무녀 세완번성기 (유우히) : 쿠스노키 스즈네 (楠鈴音) 명의
- 무녀 세완번성기 엑스트라 (유우히) : 쿠스노키 스즈네 (楠鈴音) 명의

2005년
- 유노하나 (카츠라자와 하루나) : 쿠스노키 스즈네 (楠鈴音) 명의
- North Wind ~영원의 약속~ PS2판 (키미즈카 미키, 오자키 스즈미)
- 파스텔 챠임 Continue (간바라 사치코) : 쿠스노키 스즈네 (楠鈴音) 명의
- 불꽃의 임신 전학생 (후지와라 사에, 신죠 아야미, 미야마에 코노카) : 쿠스노키 스즈네 (楠鈴音) 명의
- 물건의 마음, 물건의 소녀. (마키코, 하즈키 메노) : 쿠스노키 스즈네 (楠鈴音) 명의

2006년
- 알트 (카가미 쇼코) : 쿠스노키 스즈네 (楠鈴音) 명의
- 불꽃의 능욕 인생 ~그 시절로 돌아가서 임신 시켜버리는 밤~ (아마노 미하루, 사와타리 키미에, 나가세 사유리) : 広森なずな 명의
- 유부녀 코스프레 찻집2 (사쿠라이 사쿠라코) : 쿠스노키 스즈네 (楠鈴音) 명의
- 메이드씨와 대검 (타마키 레나) : 広森なずな 명의
- 아득히 우러러본 아름다운 (타카마츠 치도리, 타카마츠 츠구미) : 쿠스노키 스즈네 (楠鈴音) 명의
- 컬러풀 아쿠아 리움 (카페라 몬더리스) : 쿠스노키 스즈네 (楠鈴音) 명의
- 구르는 아가씨!? (미케노코우지 야에) : 쿠스노키 스즈네 (楠鈴音) 명의

2007년
- 연희무쌍 ~두근☆소녀들의 삼국지 연의~ (제갈량) : 쿠스노키 스즈네 (楠鈴音) 명의
- 엠피 Maid promotion master (토토키 미유) : 쿠스노키 스즈네 (楠鈴音) 명의
- 유격경함 파트베셀 ~이쪽 수도권 상공 푸른 하늘서~ (카이토 롤, 코즈카 마키코) : 戸野綱麻世 명의
- 러브데스2 ~Realtime Lovers~ (요츠바(10428)) : 쿠스노키 스즈네 (楠鈴音) 명의
- 나기사의 (하야카와 후유미) : 쿠스노키 스즈네 (楠鈴音) 명의

2008년
- Garden (오토카와 사요)
- 모두의 노래 ~Everyone’s song~ (사가미 치카) : 쿠스노키 스즈네 (楠鈴音) 명의
- 프린세스 러버 (실비아 판 홋센) : 쿠스노키 스즈네 (楠鈴音) 명의
- 포츈 아테리얼 (쿠제 키리하) : 쿠스노키 스즈네 (楠鈴音) 명의